# Histoire de Pékin
Avant d'être capitale politique de la République populaire de Chine, Pékin (littéralement en chinois « capitale du nord ») a connu diverses périodes historiques, durant lesquelles son statut n'a cessé de varier. Durant les périodes des Printemps et Automnes (pinyin Chunqiu sin. 春秋) et des Royaumes combattants, la ville ou ses alentours accueillent déjà une localité du nom de Yan (pinyin Yan sin. 燕).  Elle fait ensuite office de chef-lieu provincial excentré durant les premiers temps de l'empire chinois. Propulsée capitale lors des invasions de peuples nomades septentrionaux (les Liao, puis les Jin et les Yuan), elle retrouvera durablement ce statut sous la dynastie Ming, avant tout pour des raisons stratégiques : mieux contrôler le nord de la Chine, une région régulièrement en proie aux incursions étrangères et à l'établissement de puissants contre-pouvoirs militaires.   

## Origine pré-impériale
Aux débuts de la dynastie des Zhou occidentaux sur le règne de Wen Wang, la région accueille une nouvelle localité sous le nom de Yan (pinyin Yan sin. 燕) dans le bourg actuel de Liulihe (pinyin liulihe sin. 琉璃河) dans l'actuel district de Fangshan. Cette implantation semble correspondre à un phénomène d'expansion territorial général sur les marges du monde chinois permis par le dynamisme des Zhou. Lorsque Yan gagne la guerre contre Ji (pinyin ji sin. 蓟), localité située dans le sud-est de Pékin actuelle et dont la présence remonterait au règne de l'Empereur Jaune, la capitale de Ji (Jicheng, 蓟城) est choisie comme capitale de la principauté de Yan en recevant le nom de Yanjing (pinyin Yanjing sin. 燕京, littéralement « capitale de Yan »)[réf. nécessaire].

## Centre régional durant les premières dynasties
Après l'unification de l'empire chinois par Qin Shi Huang, elle est le siège de la commanderie Guangyang (sin. 广阳郡), statut qui perdure sous la dynastie Han malgré une courte parenthèse de décentralisation féodale. Durant cette deuxième dynastie impériale, la ville est principalement connue sous le nom de Youzhou (幽州). Jusqu'à la dynastie Tang, la succession des dynasties plus ou moins éphèmeres et la division territoriale du nord de la Chine n'apportent guère de modification à son statut, malgré les nombreuses évolutions toponymiques : le Pékin d'alors est avant tout un centre régional, lieu d'échange entre le monde chinois agricole au sud et les divers peuples nomades au nord. 
À partir de la dynastie Tang, et la division des préfectures en un maillage plus ténu, le terme de ji qui qualifiait jusque-là Pékin et sa région notamment dans l'acception Jicheng (蓟城), est désormais réservé à l'actuelle Tianjin (天津). Durant le début de la dynastie Tang, ère de grande prospérité économique, Youzhou triple de taille pour atteindre un total de 371 312 habitants en 742. À l'époque, la ville est le siège du jiedushi (节度使) de Fanyang, un des gouvernorat militaire chargé de protéger la frontière septentrionale de la Chine des nombreuses incursions nomades qui y avaient lieu. De tels potentats militaires ont contribué à affaiblir durablement la dynastie Tang. C'est d'ailleurs à Pékin, que l'usurpateur An Lushan (安禄山) s'est fait proclamer empereur en fondant la dynastie Da Yan (大燕, littéralement « Grand Yan » en l'honneur du passé historique de la région)  avant de marcher vers le sud contre la dynastie légitime. Durant les Cinq dynasties, un éphémère « royaume Yan » fit également apparition avant d'être totalement éradiqué sous les Tang postérieurs. 

## Ascension progressive (à partir du Xe siècle)
La menace militaire extérieure (par les incursions de peuples nomades) et intérieure (par les potentats militaires censés la contrecarrer et qui deviennent à leur tour sources de périls) offre à la ville de Pékin une importance stratégique, politique et symbolique croissante. 
En 938, après la cuisante défaite des Song à la bataille de Gaolianghe (高粱河) dans l'actuel district de Haidian, les Khitans devenus dynastie Liao, s'emparèrent de la ville en la renommant Nanjing (南京, littéralement « capitale du Sud »). Sous la dynastie Liao, la population de Pékin intra muros passa de  22 000 en 938 à 150 000 en 1113 avec un grand nombre de Khitan, Xi, Shiwei et Balhae venus du nord et de Han venus du sud.  
En 1153, après que les Jurchen (peuple semi-nomade de Mandchourie) s'emparent de l'essentiel des territoires contrôlés par les Liao pour leur succéder en prenant le nom de dynastie Jin,  Pékin succède à Harbin comme capitale sous le nom de Zhongdu (中都, littéralement « capitale centrale »). La ville voit sa superficie doubler avec l'actuel parc Beihai pour point central.
En 1215, les armées de Gengis Khan s'emparent de la capitale des Jin et en 1272, la neuvième année de la dynastie Yuan, la ville reçoit le nom de Khanbalik (« ville du khan »), ou encore Yuandadu en chinois (元大都, « grande capitale des Yuan »), Pékin devenant pour la première fois capitale effective de toute la Chine géographique, occupant le centre nevralgique d'un réseau permettant de couvrir l'ensemble du monde chinois.

## Confirmation du statut de capitale sous les dynasties Ming et Qing
Au début de la dynastie, lorsque la ville tombe aux mains des Ming en 1368, elle perd en même temps son statut de capitale, prenant le nom de Beiping (北平, « paix du nord ») tandis que son commandement militaire est rattaché à la marche du Shandong. Cependant, en 1402, Zhu Di qui hérite de la région en tant que prince de Yan, parvient à déposer son neveu et se faire empereur à son tour sous le nom de Yongle. Dès l'année suivante, ce troisième empereur de la dynastie, qui doit l'origine de son pouvoir à l'importance stratégique et militaire de Pékin, la  renomme Beijing (北京, « capitale du nord », son nom actuel), en faisant de fait sa capitale officieuse, avant que le transfert du centre politique de Nankin vers Pékin n'ait officiellement lieu en 1421, la neuvième année de son règne. 
En 1644, lorsque l'invasion de Pékin par les Mandchous, met au pouvoir la dynastie Qing, dernière dynastie impériale, le transfert du centre politique de Shenyang à la Cité interdite ne prend effet qu'en quelques mois.

## République de Chine
Un an après la Révolution Xinhai qui mit fin en 1911 à la dynastie Qing, la République de Chine choisit Nankin pour capitale, tandis que le Nord de la Chine sous le contrôle de Yuan Shikai, ancien général impérial, fait de Pékin l'unique capitale de la République. Il fallut donc attendre la réunification du pays par le parti nationaliste pour qu'en 1928, Pékin redevienne Beiping (北平, « paix du nord »). Dans l'intervalle, après un premier temps de conformisme traditionnel, le régime de Beiyang n'empêcha pas une certaine modernisation de Pékin avec l'arrivée du tramway, et la fondation de certaines instances culturelles et éducatives actuelles, telles que l'Université de Pékin et l'Université normale de Pékin... 
De 1928 à 1930, Nankin la dégrade peu à peu de toutes ses prérogatives régionales pour la contraindre au statut de simple municipalité, une situation que les armées japonaises entrant dans la ville en 1937 sauront exploiter en lui redonnant son nom de Beijing (北京, « capitale du nord »), et en y fondant un simulacre de  « gouvernement provisoire de la République de Chine ». Aussi, lorsqu'en 1945 la ville est de nouveau libérée, elle retrouve son appellation de Beiping, avec un territoire municipal plus réduit que jamais.

## République populaire de Chine
Avant même que la fondation de la République populaire de Chine ne soit proclamé sur la place Tian'anmen le 1er octobre 1949, dès le 27 septembre 1949, Pékin, de nouveau nommée Beijing (北京, « capitale du nord ») est désignée comme la capitale de la Chine nouvelle. Cette disposition a sans doute un lien avec la situation du parti communiste, nettement plus solidement ancré dans le nord du pays que dans le sud, encore fraichement repris aux armées du parti nationaliste.
Par la suite, tout au long du XXe siècle, la ville de Pékin ne cessera de voir son territoire municipal s'agrandir par l'absorption des pays (xiang 乡) et comtés (xian 县) limitrophes, avec dans le même temps, un effort de structuration interne principalement marqué par la fondation de districts (qu 区).